# Liste des drapeaux portugais
 (juin 2023).
Si vous disposez d'ouvrages ou d'articles de référence ou si vous connaissez des sites web de qualité traitant du thème abordé ici, merci de compléter l'article en donnant les références utiles à sa vérifiabilité et en les liant à la section « Notes et références ».

## Drapeau national
| Drapeau | Date                 | Utilisation      | Description                                                                                              |
| ------- | -------------------- | ---------------- | --- |
|         | 30 Juin 1911–présent | Drapeau national | Un rectangle vert et rouge avec les armoiries nationales (une sphère armillaire et le blason portugais). |

## Régions autonomes
| Drapeau | Date         | Utilisation                               | Description |
| ------- | ------------ | ----------------------------------------- | --- |
|         | 1979–présent | Drapeau de la région autonome des Açores. | Ce drapeau est similaire au drapeau du Portugal utilisé entre 1830 et 1910, sauf que les armoiries portugaises ont été remplacées par neuf étoiles à cinq faces dans un arc en plein cintre sur un autour d'un pigeon ramier stylisé (en portugais : Açor), le symbole des Açores, placé sur le bord des deux bandes. |
|         | 1978–présent | Drapeau de la région autonome de Madère.  | Trois bandes verticales bleu-or-bleu avec une croix du Christ blanche bordée de rouge au centre. |